# Epipremnum nobile
Epipremnum nobile är en kallaväxtart som först beskrevs av Heinrich Wilhelm Schott, och fick sitt nu gällande namn av Adolf Engler. Epipremnum nobile ingår i släktet Epipremnum och familjen kallaväxter.
Artens utbredningsområde är Sulawesi. Inga underarter finns listade.